# Sigerfjorden
Sigerfjorden er en fjord i Sortlandssundet i Sortland kommune i Nordland fylke  i Norge. Fjorden går otte kilometer ind til gården Austpollen på Hinnøya. Fjorden har indløb mellem Kjerringneset i nord og Brokløysklubben i syd. Kjerringnesøya og Åserøya ligger midt i indløbet. Fjorden går først mod øst, men ved Husvik svinger den sydover til Vangpollneset, hvor den drejer mod øst igen. På vestsiden af Vangpollneset ligger vigen Vangpollen, mens den inderste del af fjorden ind til enden  bliver kaldt Austpollen.
Lige nordøst for Åserøya ligger landsbyen Sigerfjord. På den anden side af fjorden, lidt længere inde, ligger bebyggelserne Spjutvik og Husvik. Riddarset ligger lige nord for Vangpollneset.
Riksvej 822 går langs hele sydsiden af fjorden. Vejen langs nordsiden  er i dag kommunal, men var tidligere en del af Europavej E10/riksvej 19, indtil vejen gennem Kjerringnesdalen med Sigerfjordtunnelen blev åbnet i 1995.

## Sneskred
7. marts 1956 var der et stort sneskred i Skredbukta i Sigerfjorden. Mændene i bygden var på fiskeri, men otte børn og fire kvinder omkom i skredet. Samme dag var der også sneskred flere andre steder i Vesterålen og Lofoten, og i alt 21 mennesker omkom ved Sneskredulykkene i Lofoten og Vesterålen 1956 (no).